# Egidio Ariosto
Egidio Ariosto (Casto, 26 marzo 1911 – Roma, 16 settembre 1998) è stato un politico italiano, attivo nel Partito Socialista Democratico Italiano, più volte deputato, senatore, e membro di vari governi.

## Biografia
Laureato in filosofia e pedagogia, è insegnante. Esponente del Partito Socialista Democratico Italiano, viene eletto alla Camera dei Deputati per la prima volta nel 1948, confermando il seggio anche alle elezioni del 1953. Nella seconda legislatura è Sottosegretario ai trasporti del Governo Scelba dall'11 febbraio 1954 al 6 luglio 1955, venendo confermato nella carica anche nel Governo Segni I dal 6 luglio 1955 al 15 maggio 1957. Rieletto alla Camera alle elezioni politiche del 1958, nella III Legislatura è Sottosegretario alla Presidenza del Consiglio dei ministri con delega per lo spettacolo, sport e turismo del Governo Fanfani II dal 3 luglio 1958 al 15 febbraio 1959 e poi ancora Sottosegretario all'Interno del Governo Fanfani IV dal 24 febbraio 1962 al 21 giugno 1963. Conferma il seggio a Montecitorio anche nel 1963 e poi a quelle del 1968.
Alle elezioni politiche del 1972 diventa senatore, carica che conferma anche nel 1976. È Ministro al turismo e spettacolo del Governo Andreotti V dal 20 marzo al 4 agosto 1979. Rieletto al Senato alle elezioni di tale anno, è poi nominato Ministro per i beni culturali e ambientali del Governo Cossiga I dal 4 agosto 1979 al 4 aprile 1980. Conclude la propria esperienza parlamentare nel 1983, dopo 35 anni.
Per quarant'anni (dal 1948 al 1988) è stato presidente dell'Istituto del Dramma italiano e per sei anni presidente della Fondazione del Vittoriale degli Italiani.
Muore all'età di 87 anni nel settembre del 1998.